# 久電舎
久電舎（きゅうでんしゃ）は1923年（大正12年）創業の食品関連の業務用オーブンのメーカーである。

## 概要
本社は東京都港区、本店を福岡県久留米市に置き、福岡県筑後市に工場がある。
大小あらゆる種類のオーブンを完全受注生産・自社内製造を行っている。
これまでに、カステラ専用オーブン、自動温度調節式のトンネルオーブンや固定オーブン等の国産第1号機を開発した。
現在、国内の多くの大手食品メーカーにトンネルオーブン等を納入している。